# Rudolstadt
Rudolstadt (pronunciación en alemán: /ˈʁuːdɔlˌʃtat/ⓘ) es una ciudad de Alemania central perteneciente al Land (estado federado) de Turingia.

## Geografía
Rudolstadt se ubica a orillas del río Saale, en un valle rodeado de bosques. Está dominada por el imponente castillo de Heidecksburg.
El municipio de Rudolstadt comprende los núcleos de población (Ortsteile) de Schwarza, Volkstedt (sede de una famosa fábrica de porcelana), Cumbach , Morla, Schaala, Pflanzwirbach, Keilhau , Eichfeld, Lichstedt, Oberpreilipp y Unterpreilipp. Volkstedt, Schwarza y Cumbach forman una pequeña continuidad urbana, mientras que las demás localidades están aisladas.
En enero de 2019 es incorporado a Rudolstadt el antiguo municipio de Remda-Teichel.

## Historia

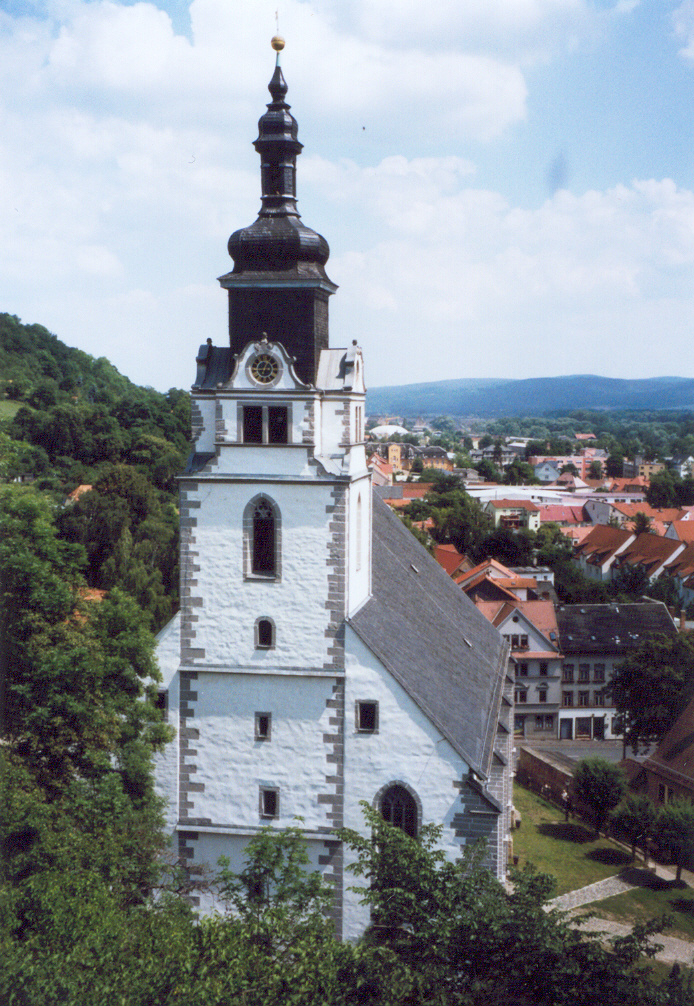
Iglesia de Rudolstadt

Alrededor del año 500, la región está habitada por tribus eslavas. Rudolstadt fue fundada en 776, con el nombre de Rudolfestat ("ciudad de Rudolf", Rodolfo en español), como una donación de Carlomagno a la Abadía de Hersfeld. En el siglo XIII, forma parte de los dominios de los condes de Orlamünde, de los cuales pasó a los condes de Schwarzburgo, parcialmente en 1300 y totalmente en 1334. Se le otorgaron los derechos de ciudad en 1326. En los siglos XIII y XIV se construyen dos castillos: el de arriba (el actual castillo de Heidecksburg) y el de abajo. En 1340, pasó a ser parte de las posesiones de los condes de Schwarzburgo. Fue capital del condado (y luego principado) de Schwarzburg-Rudolstadt desde 1599 hasta 1920, fecha de la integración de Rudolstadt al Estado Libre de Turingia.
A finales del siglo XVIII y principios del siglo XIX, experimentó un apogeo cultural junto con las ciudades de Jena y Weimar y albergó a personajes ilustres como Goethe, Liszt, Paganini, Schopenhauer y Wagner. Fue aquí donde Schiller conoció a su esposa Charlotte von Lengefeld y donde se celebró su primer encuentro con Goethe, en 1788. A mediados del siglo XIX, se fundó en Rudolstadt una fábrica de porcelanas. 
Además, a partir de 1935 se convirtió en un centro importante de la industria química. Durante la República Democrática Alemana, una gran parte de la población trabajaba en el combinado "Wilhelm Pieck". Desde la reunificación, la población ha disminuido de 32.500 a mediados de la década de 1980 a poco más de 24 000 en 2008. Los lugares de interés más importantes con museos en un mapa de OpenStreetMap en Rudolstadt.

## Lugares y acontecimientos de interés turístico
- Palacio Heidecksburg
- Festival folclórico y de baile (primer fin de semana de julio)
- Rudolstädter Vogelschießen (una de las mayores fiestas populares de Turingia; se celebra a finales de agosto)

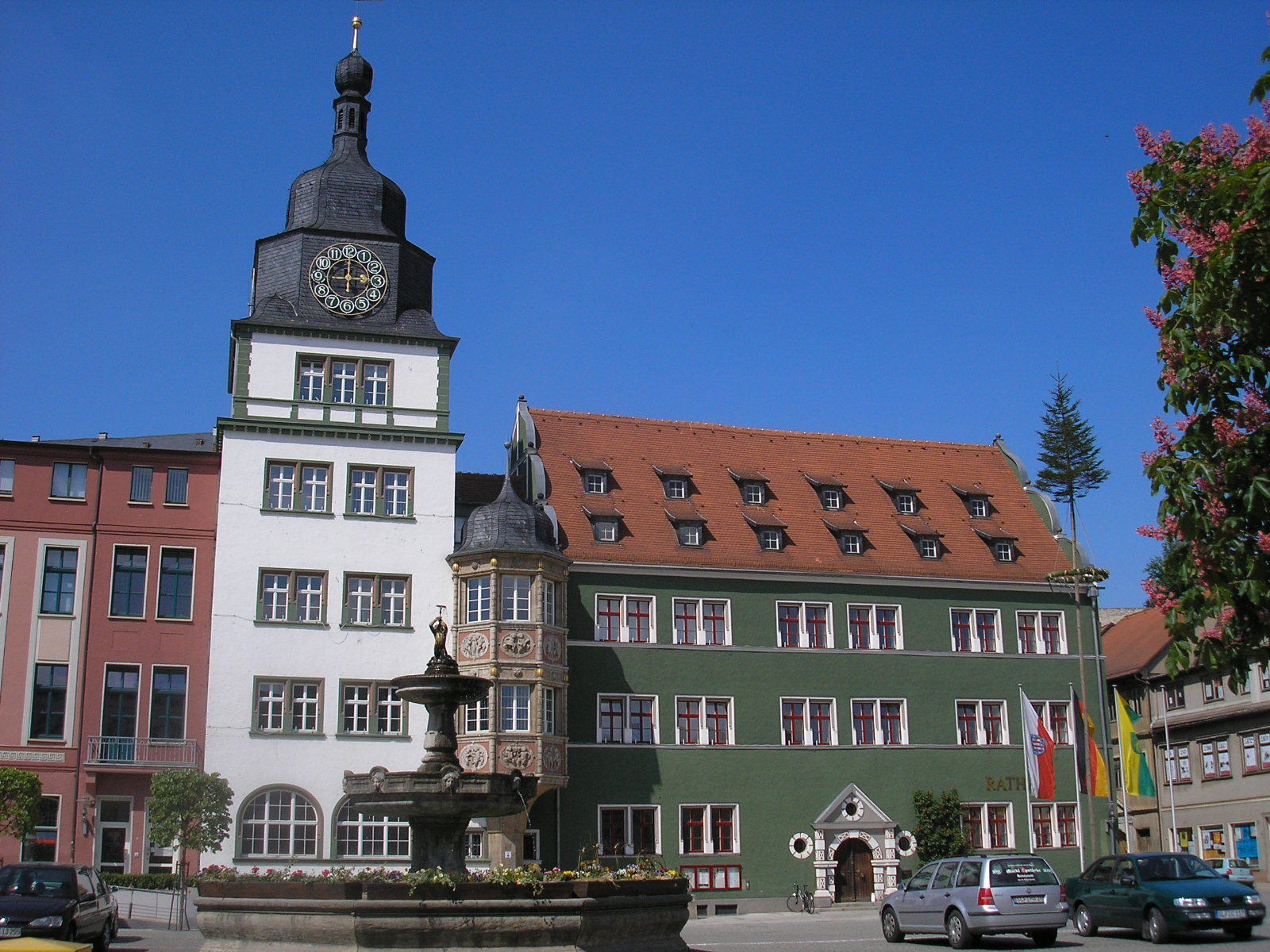
Ayuntamiento de Rudolstadt
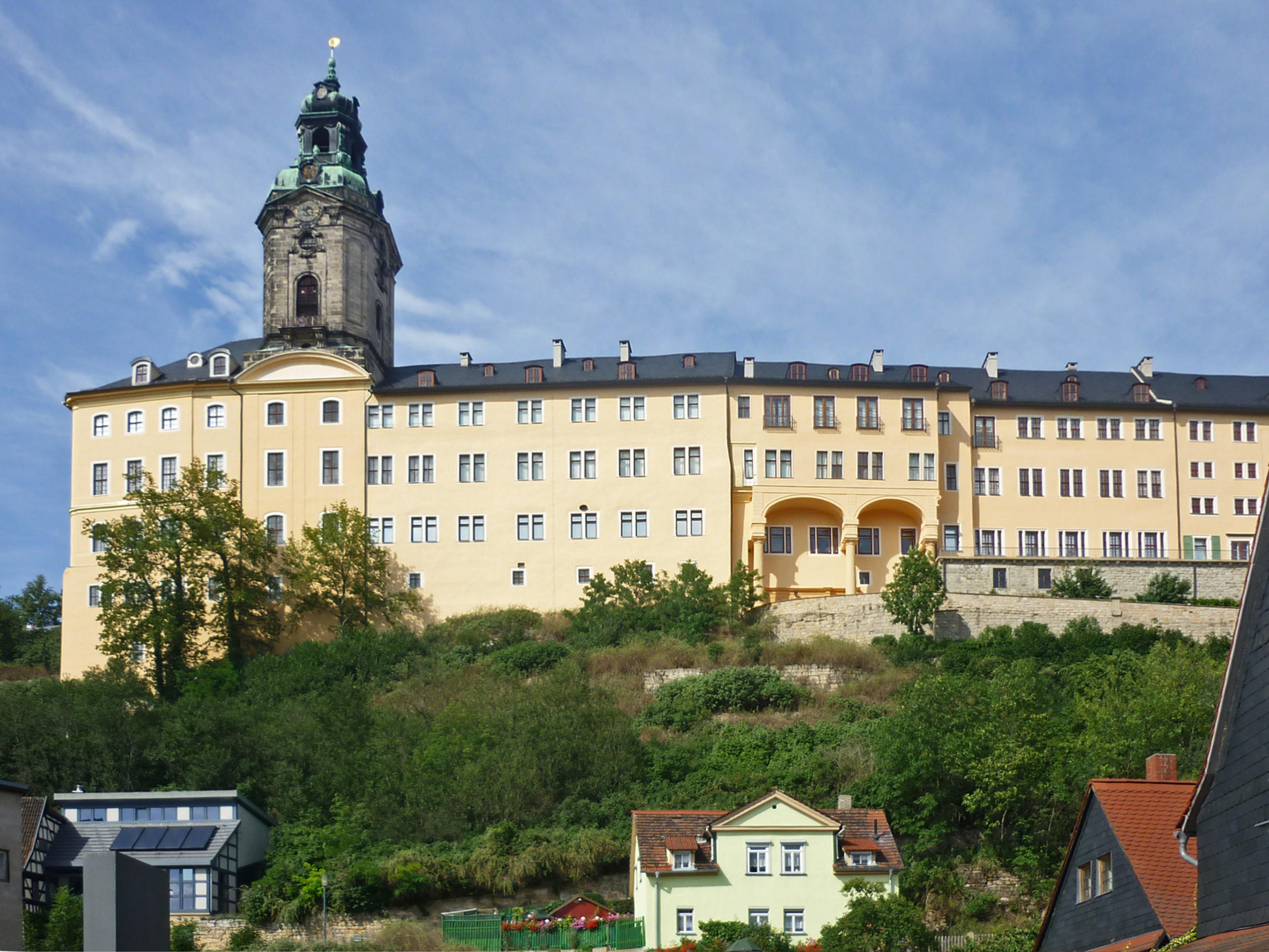
Castillo de Heidecksburg
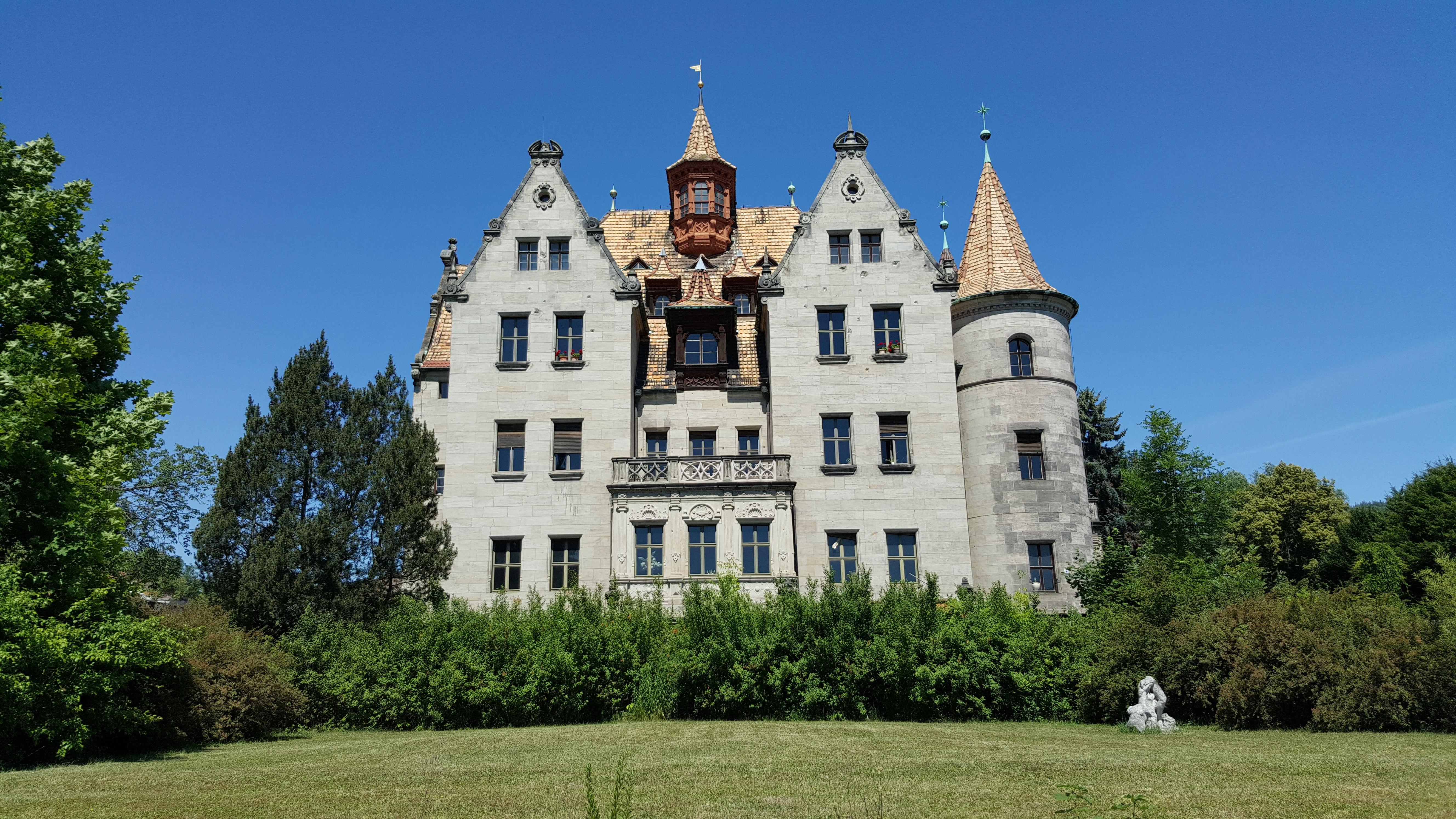
La Richtersche Villa

## Localidades hermanadas
- Bayreuth (Alemania)
- Annecy (Francia)
- Rexburg (Estados Unidos)